# Coryphantha clavata
Coryphantha clavata (укр. Коріфанта булавоподібна, Коріфанта клавата) — сукулентна рослина з роду коріфанта (Coryphantha) родини кактусових (Cactaceae).

## Історія

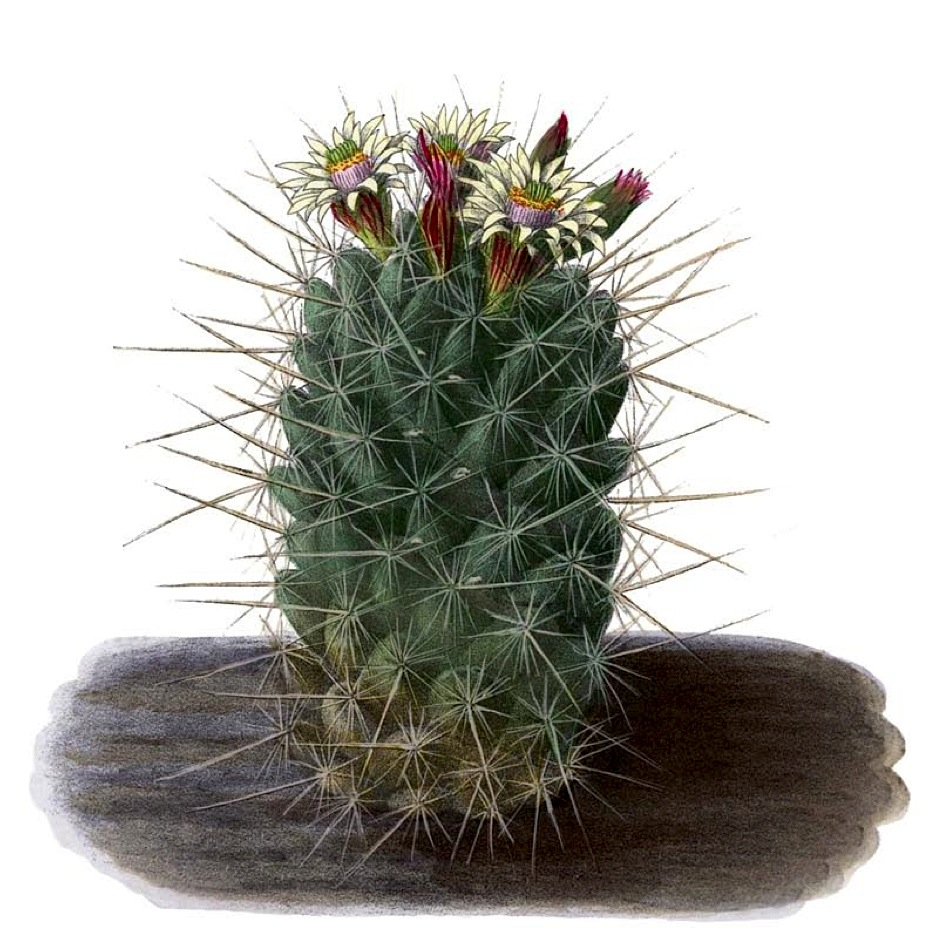
Ботанічна ілюстрація Coryphantha clavata у книзі Карла Шумана & Роберта Гюрке «Blühende Kakteen (Iconographia cactacearum) im Auftrage der Deutschen Kakteen-Geselllschaft», 1904 рік

Вид вперше описаний як Mammillaria clavata німецько-бельгійським ботаніком Міхаелєм Шейдвейлером (нім. Michael Scheidweiler, 1799—1861) у 1838 році у виданні нім. «Bulletin de l'Academie Royale des Sciences et Belles-lettres de Bruxelles». У 1923 році англійський ботанік Натаніель Лорд Бріттон (англ. Nathaniel Lord Britton; 1859—1934) і американський ботанік Джозеф Нельсон Роуз (англ. Joseph Nelson Rose; 1862—1928) віднесли цей вид до роду Neolloydia У 1941 році німецький колекціонер, експерт і систематик кактусів Курт Бакеберг (нім. Curt Backeberg; 1894—1966) відніс цей таксон до роду Coryphantha.

## Етимологія
Видова походить від лат. clavata — булавоподібна, що вказує на форму рослини.

## Ареал і екологія
Coryphantha clavata є ендемічною рослиною Мексики. Ареал розташований у штатах Агуаскальєнтес, Гуанахуато, Ідальго, Халіско, Керетаро, Сан-Луїс-Потосі та Сакатекас. Рослини зростають на висоті від 1700 до 1800 метрів над рівнем моря на луках на піщаних ґрунтах, особливо на нижніх схилах вапнякових та вулканічних пагорбів, зазвичай росте під іншими чагарниками, наприклад, агавами та гехтіями.

## Морфологічний опис
| Орган              | Опис |
| ------------------ | --- |
| Тіло               | циліндричне до булавоподібного.                                                                                                |
| Коріння            | ріпоподібне, білувате, основа земно-зеленувате, іноді червонувате, до 7 см в діаметре.                                         |
| Стебло             | |
| Епідерміс          | |
| Верхівка           | рясно вкрита шерстю. |
| Ареоли             | білі. |
| Аксили             | білі. |
| Соски              | косо-конічні, до 2 см завдовжки.                                                                                               |
| Задози             | 1—2, червоні. |
| Центральні колючки | 0 — 1, жовтуваті до коричневих, часто вгорі темні.                                                                             |
| Радіальні колючки  | близько 9, шилоподібні, рівномірно розходяться променями, спочатку коричневі, основа (не завжди) червона, 8 — 15 мм завдовжки. |
| Квіти              | до 5 см завдовжки, 4 см в діаметрі, середні пелюстки до 7 мм завширшки.                                                        |
| Бутони             | |
| Зовнішні пелюстки  | |
| Внутрішні пелюстки | |
| Тичинки            | |
| Рильця             | |
| Маточка            | |
| Плоди              | 1,5 см завдовжки. |
| Насіння            | червоно-коричневе, зігнуто грушоподібне, з сітчасто-горбистою поверхнею.                                                       |

## Чисельність, охоронний статус та заходи по збереженню
Coryphantha clavata входить до Червоного списку Міжнародного союзу охорони природи видів, з найменшим ризиком (LC).
Coryphantha clavata — широко поширений вид, який в цілому не має великих загроз. Вид рясний і часто зустрічається в долині Ріо-Гранде. Підвид stipitata зустрічається дещо рідше.
Використання вогню для поліпшення випасу може загрожувати окремим районам ареалу, але загалом вид не немає серйозних загроз. Поточна тенденція чисельності популяції стабільна. 
Охороняється Конвенцією про міжнародну торгівлю видами дикої фауни і флори, що перебувають під загрозою зникнення (CITES).

## Використання та торгівля
Хоча цей вид можна вирощувати у спеціалізованих колекціях, він не є широко популярним як декоративний.